# Rond de Landeda
Die Rond de Landéda ist ein bretonischer Reihen- oder Kreistanz aus der Gegend um Landéda. Der Tanz besteht aus zwei Teilen, der Runde und der Figur. Dieser Tanz wurde traditionell nicht ausschließlich paarweise getanzt, sondern teils auch nur von Männern. Die Rond de Landéda ist eine lokale Weiterentwicklung eines Grundtanzes und gehört zur Gruppe der Branles.

## Ausgangsposition
Die Tänzer stehen in einer Reihe, Seite an Seite. Die Tänzer fassen sich an den Händen durch, die nach unten hängen. Die Tänzer stehen mit etwas Abstand zueinander.

## Grundschritt

Grundschritt Rond de Landeda

Jeder Teil wird in der Regel 4-mal getanzt.

### Runde (1. Teil)
Branle Double nach links = Links-seit Rechts-ran Links-seit Rechts- leicht und unbelastet in der Luft nachstellen (kein kicken oder vorschwingen) – als ob der Fuß eine Pause macht 
Branle Simple nach rechts = Rechts-seit, Links leicht und unbelastet in der Lust nachstellen (kein kicken oder vorschwingen) – als ob der Fuß eine Pause macht 
Bei der Branle Simple nach rechts wird der rechte Fuß auf seine ursprüngliche Position gesetzt, so dass keine Bewegung nach rechts entsteht.

### Figur (2. Teil)
Branle Double nach links = Links-seit Rechts-hüpf-überkreuz Links-seit Rechts- leicht und unbelastet in der Luft nachstellen (kein kicken oder vorschwingen) – als ob der Fuß eine Pause macht 
Branle Simple nach rechts = Rechts-seit, Links leicht und unbelastet in der Lust nachstellen (kein kicken oder vorschwingen) – als ob der Fuß eine Pause macht 
Im Branle double nach links wird beim Überkreuzen mit rechts gesprungen: Mit dem linken Bein wird nach oben gesprungen, der rechte Bein wird vorne überkreuzt und die Person landet auf rechts.

## Armbewegung
Die Arme schwingen nach vorne und hinten mit der Schulter als Drehachse. Im zweiten Teil beim Sprung wird der Sprung durch die Arme unterstützt. Die Armbewegung fällt beim Sprung stärker aus.

## Stil
Der Tanz ist im Boden verankert. Der gesamte Fuß wird aufgesetzt. Bei den letzten originalen Tänzen 1975 wurde in Holzschuhen getanzt.
Die Bewegung nach links ist in beiden Teilen wichtig. Der Sprung wird von den Männern stärker ausgeführt als von den Frauen.